# Santiago Funes
Santiago Funes (San Luis, ca. 1785 - ca. 1850) fue un funcionario público y político argentino, que ejerció como Gobernador de la Provincia de San Luis en el año 1831.

## Biografía
Santiago Funes nació en San Luis ca 1785, y se titulaba "licenciado", título posiblemente obtenido en la Universidad de Córdoba.
En 1810 era Regidor de Defensor de Pobres del cabildo  de San Luis y el 12 de junio de ese año participó del reconocimiento de la Primera Junta de Gobierno surgida de la Revolución de Mayo en Buenos Aires, desconociendo la autoridad del gobernador de Córdoba Juan Gutiérrez de la Concha.
En 1812 era Alcalde de primer voto del cabildo, y tuvo participación en los intentos de sostener la autoridad local contra el centralismo de los tenientes de gobernador José Lucas Ortiz y Vicente Dupuy. En 1813 fue juez comisionado para perseguir el cuatrerismo. En 1815 tomó parte en una conspiración para derrocar a Vicente Dupuy, acaudillando a los revolucionarios de Renca.
El 1 de marzo de 1820 junto a algunos vecinos de la campaña denunciaron como abusiva la actitud asumida por el cabildo al elegir presidente al doctor José Santos Ortiz, lo que les valió el calificativo de conspiradores.
En 1826 fue elegido diputado al Congreso Nacional y al  votarse la Constitución votó por el sistema federal, que fue vencido por el Partido Unitario. A fines de esa década apoyó el gobierno de su cuñado Prudencio Vidal Guiñazú.
Fue miembro de la sala de representantes y resultó elegido gobernador el 25 de julio de 1830, en reemplazo del coronel Luis Videla. No obstante, no pudo asumir el cargo hasta marzo del año siguiente: en 1831, tras la ocupación de San Luis por el caudillo federal Facundo Quiroga, fue nuevamente nombrado gobernador por la Sala de Representantes.
Se esforzó por unir su provincia a las provincias que habían firmado el Pacto Federal, y devolvió el encargo de dirigir las relaciones exteriores al Gobernador de la Provincia de Buenos Aires —en ese momento era Juan Manuel de Rosas— que le había sido retirada por el gobernador Luis Videla. Fue resistido por los federales. La intranquilidad renació en la provincia ante la amenaza de invasión por los caciques Rondeau, Yanquetruz y Curilén, y el 26 de octubre se sublevaron los prisioneros que el gobernador de Mendoza enviaba a Córdoba, creando malestar en la población. Funes renunció el 15 de noviembre de 1831, sucediéndolo provisionalmente el coronel Cornelio Lucero, y al día siguiente Mateo Gómez. Fue conducido a Mendoza, regresando a su provincia en 1841.
Durante años ejerció como ministro de los gobiernos de su provincia. En 1841 fue gobernador delegado por el titular, general Pablo Lucero; durante este mandato ordenó los festejos por la victoria federal en la batalla de Rodeo del Medio.
Por orden del gobernador Pablo Lucero fue sometido a un juicio de residencia. Tras un tiempo en que no tuvo actuación política, volvió a ser diputado provincial en 1849.
Falleció alrededor del año 1850.